# Мидльники

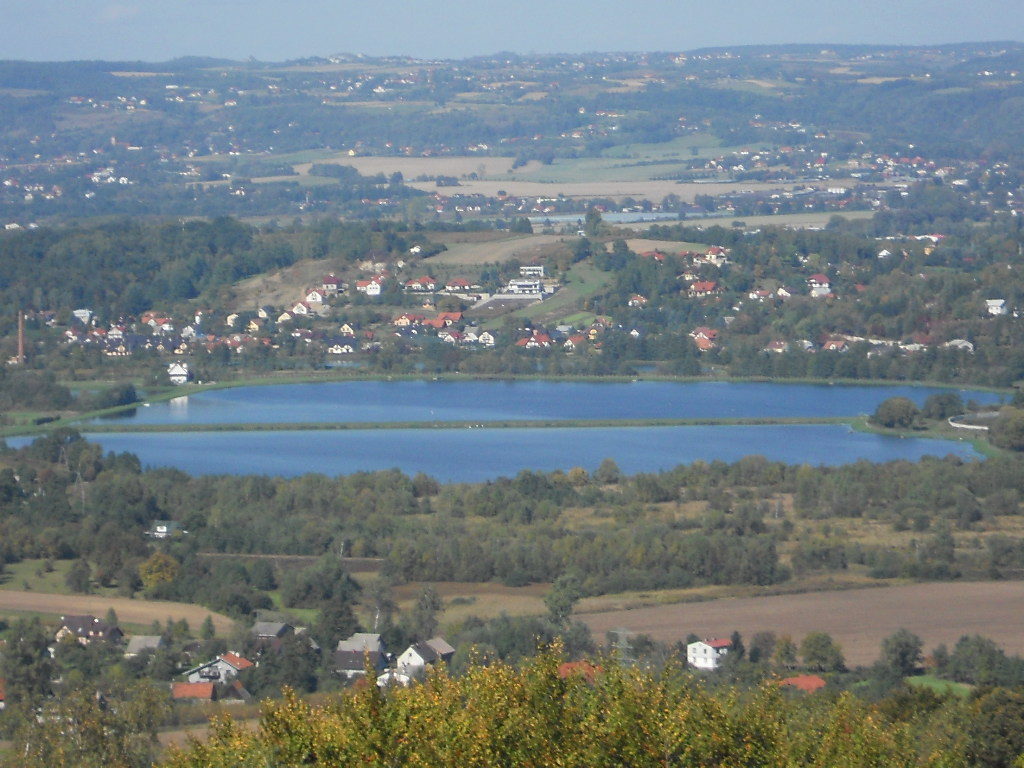
Ставки в Мидльниках, вид з Копца Пілсудського

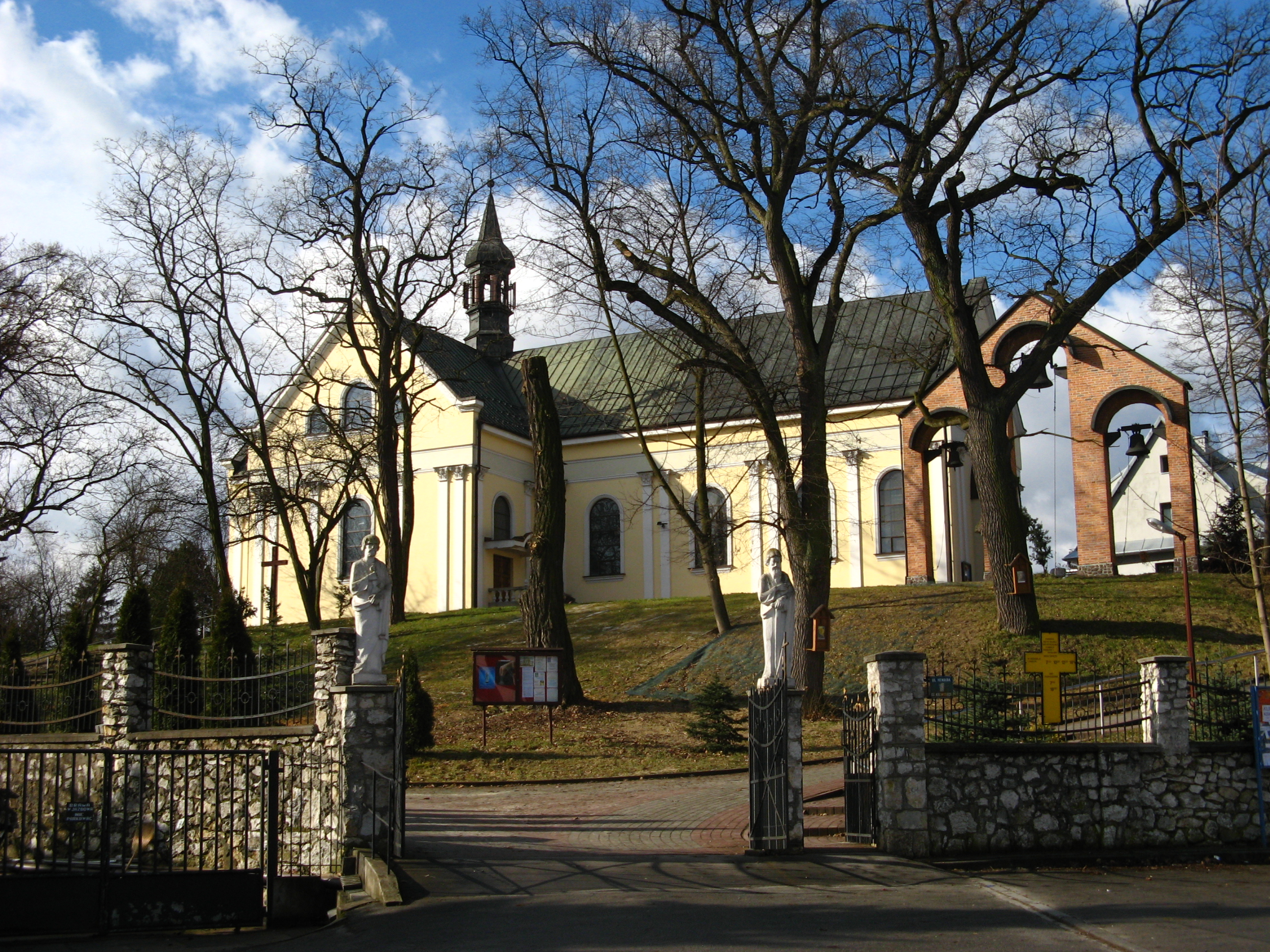
Костел Матері Божої Неустанної Помочі в Мидльниках

Мидльники (пол. Mydlniki)- обшар Кракова, що входить до дільниці VI Броновіце, раніше було службове село. Приєднане до Кракова 1 січня 1973 року  .
Найдавніші відомості про село Мидльники походять з 1226 року. Тоді місцеве поселення називалося де Мідльник. У наступних документах назва села записується як Мідльники, Медльники, Мидльники. Назва, ймовірно, походить від людей, які виготовляли мило  .
У 1954–1972 роках село належало і було центром влади громади Мидльники.

## Пам'ятки
- Млинувка Крулевська - штучний канал, побудований за наказом короля Владислава Локетка
- стара кузня, з 1870р. Нині в цьому будинку знаходиться філія № 23 Кроводерської публічної бібліотеки (вул. Баліцка 297) (ul. Balicka)
- кам'яний обеліск із Богородицею на вершині, який спочатку служив опорним стовпом на площі Ринок у Кракові.
- Піхотний допоміжний форт 41а "Мидльники", побудований до Першої світової війни

## Туристичні стежки
- Велодоріжка Орлиних гнізд
- Туристично-культурний пішохідний маршрут Броновіце Мале – Мидльники
- Млинувка Крулевська – пішохідний та велосипедний маршрут, що пролягає вздовж колишнього русла річки Млинувка (Młynówka).

## Інфраструктура
На обшарі Мидльник вже кілька років будуються нові житлові масиви. В основному це малоповерхові житлові будинки на вул. Darowski, Myczkowski, Wierzyński та Łupaszka. Центр Мидльніка складається переважно з вул. Балицька, околиць костела, Клубу Культури та початкової школи. В Мидльниках є:
- Клуб культури "Мидльники" (колишній Народний дім)
- дитячі майданчики
- 2 оздоровчі центри
- заклад Пошта Польська
- кілька комерційних об'єктів
- заклади обслуговування
- приватні дитячі садки
- початкова школа з ігровим майданчиком
- публічна бібліотека (будівля колишньої кузні)
- факультети Університету Сільського Господарства
- стави відгодовлі UR
- колишній вапняковий кар'єр
- колишнє поле LKS Mydlniczanka (клуб більше не існує)

З 19 січня 1951 року в Мидльниках існує католицька парафія Матері Божої Неустанної Помочі . Душпастирство в Мидльниках діє з 15 серпня 1914 року, коли в каплиці в будівлі колишньої корчми (будівля знаходилась на місці теперішньої каплиці св. Кирила і Мефодия, на перехресті вул. Баліцка і Гемара).

## Транспорт (Комунікація)

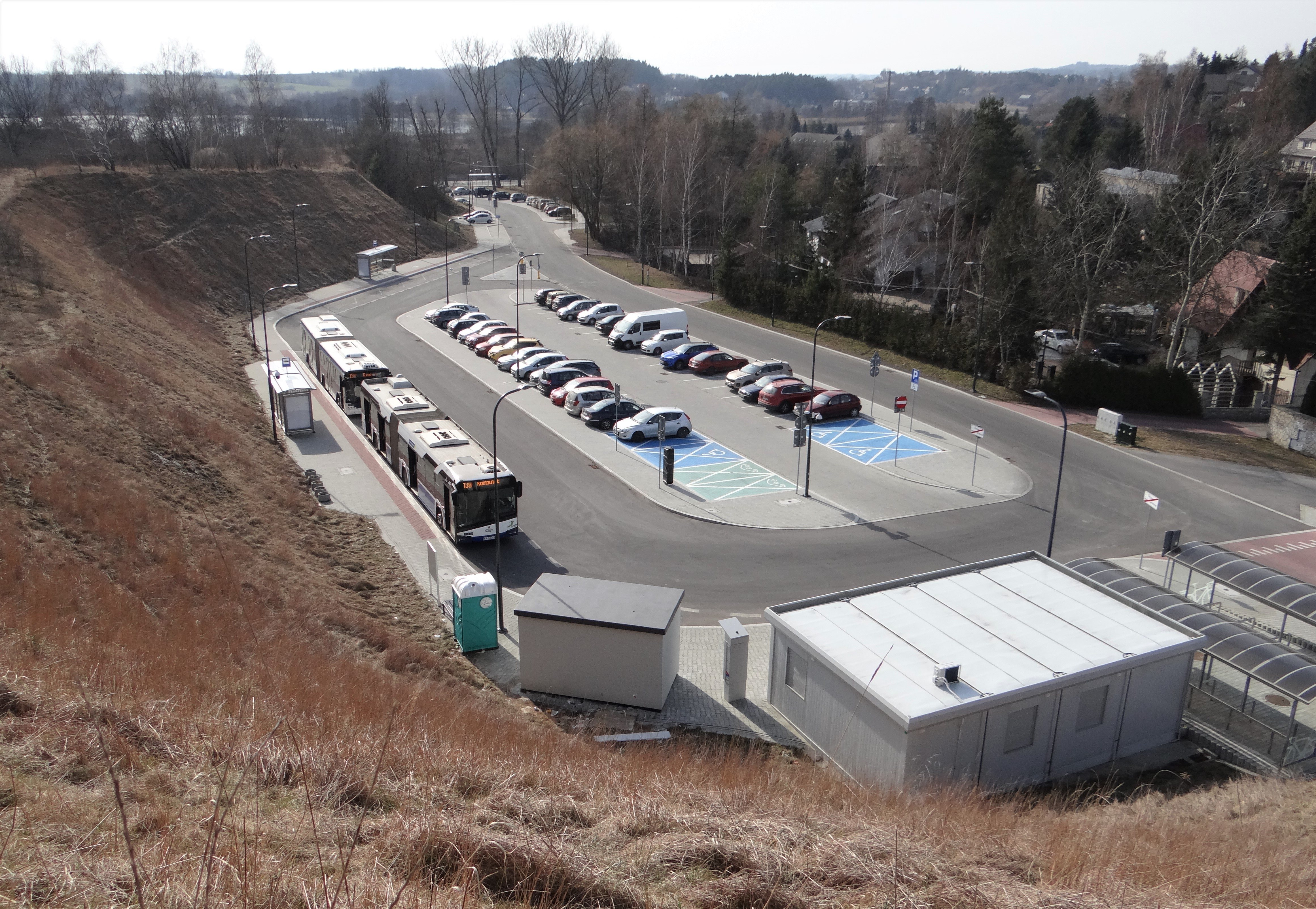
Паркінг P+R в Мидльниках

Громадський транспорт базується на автобусних лініях MPK SA у Кракові. Автобуси міських маршрутів № 199 і 601 і агломераційних маршрутів № 218, 228 і 918 доїжджають сюди безпосередньо.
У Мидльниках є залізнична станція «Kraków Mydlniki» та залізнична зупинка «Kraków Mydlniki Wapiennik». Станції обслуговують місцевий рух на ділянці Катовіце – Краків.

## Розвиток агломераційної залізниці
У 2006 році було запущено залізничне сполучення з аеропортом у Баліце, але сильно зношена колія, якою їздили поїзди, що доставляли паливо до аеропорту та для військових цілей, а також відсутність зупиночної інфраструктури унеможливили для мешканців Мидльника скористатися поїздом.
У лютому 2014 року розпочалася реконструкція залізничної колії до аеропорту Баліце. В рамках інвестиції в Мидльнику збудовано дві залізничні зупинки:
- Краків Млинувка (Kraków Młynówka), на вул. Баліцкій (ul. Balicka)
- Краків Заклики (Kraków Zakliki), на вул. Заклики (ul. Zakliki)

Краєвид Мидльник значно змінюється. Одноколійну лінію замінено двоколійною та електрифіковано, що дозволяє курсувати сучасним поїздам. Старий залізничний переїзд через вул. Балицьку замінює залізничний віадук, поруч із яким розташована залізнична зупинка Краків Млинувка та паркувальні місця. Так само перехрестя колій з трасою Млинувка Крулєвська, вулицями Зигмунта Старего (ul. Zygmunta Starego) та вул. Заклики.
Незважаючи на затримки останнього етапу реконструкції залізничної колії, 28 вересня 2015 року потяг до Баліце нарешті відновив курсування. З цього моменту сучасні поїзди, що належать Малопольській залізниці, курсують кожні 30 хвилин на шляху з Велички до аеропорту Баліце. Зрештою, після модернізації залізничної лінії Краків-Катовіце потяги курсуватимуть кожні 15 хвилин.

## Освіта
Діти в основному відвідують початкову школу № 138, розташовану в центрі Мидльник, на вул. Вержинського 3 (ul. Wierzyńskiego). Середніх і старших шкіл поблизу немає, тому молодь користується школами, розташованими на сусідніх обшарах.